# Mary Margaret McBride
Mary Margaret McBride (ur. 16 listopada 1899 w Paris, w stanie Missouri, zm. 7 kwietnia 1976) – amerykańska osobowość radiowa i pisarka.

## Wyróżnienia
Posiada swoją gwiazdę na Hollywoodzkiej Alei Gwiazd.